# Cristo de Taxco
El Cristo Monumental de Taxco o Cristo Taxqueño es una estatua monumental de 20 metros de altura, siendo 5 metros de base y 13 de escultura, localizada en la parte alta del cerro de Atachi, en la localidad de Taxco de Alarcón, México. La estatua mira con los brazos abiertos a Taxco desde lo alto a manera de velador. Es parte de los monumentos arquitectónicos de la ciudad. Su construcción  tuvo una duración de 9 meses de trabajo, empezando en marzo y concluyendo en noviembre del año 2002, fue realizada por el escultor Alejo Hernández Santillán.

## Descripción
El Cristo Monumental que tiene 20 metros de altura, siendo aproximadamente 7 de base y 13 de escultura. La escultura mira a Taxco desde lo alto a manera de velador de la tranquilidad de la ciudad. Puede ser visitado llegando en automóvil o en caminata cuesta arriba. Esta es una de las atracciones más visitadas de Taxco, junto con el Templo de Santa Prisca, en este sitio hay un mirador de la ciudad de Taxco.

## Historia
El proyecto comenzó con la construcción del cristo monumental de 5 metros aproximadamente y de un mirador en el cerro de Atache la escultura se empezó a construir en marzi y se terminó 9 meses después en noviembre de 2002, durante el periodo de gobierno del expresidente municipal, Isaac Ocampo Fernández. Siendo una obra del gobierno federal, en el sexenio del expresidente de México, Vicente Fox y siendo gobernador de Guerrero, René Juárez Cisneros.
Debido al Terremoto de Puebla de 2017, el cristo sufrió varios daños en su estructura, además, el 17 de agosto de 2018, un rayo impacto sobre la escultura, lo que ocasionó varios daños y la pérdida de una mano de la misma.

### Restauración
En octubre de 2019, el alcalde Marcos Efrén Parra Gómez, inauguró la restauración del cristo monumental, que empezó en agosto, como parte de la primera etapa del rescate a los monumentos arquitectónicos de Taxco, regresando la cabeza a su posición original y reponiendo la mano faltante, además de mantenimiento general a la estructura, la cual tuvo una duración aproximada de dos meses, fue restaurado por el escultor y autor de la obra, Alejo Hernández y el arquitecto Roberto Gómez. La segunda etapa consistió en la rehabilitación de los caminos que llevan al cristo y a las áreas alrededor.

## Galería

Cristo Monumental
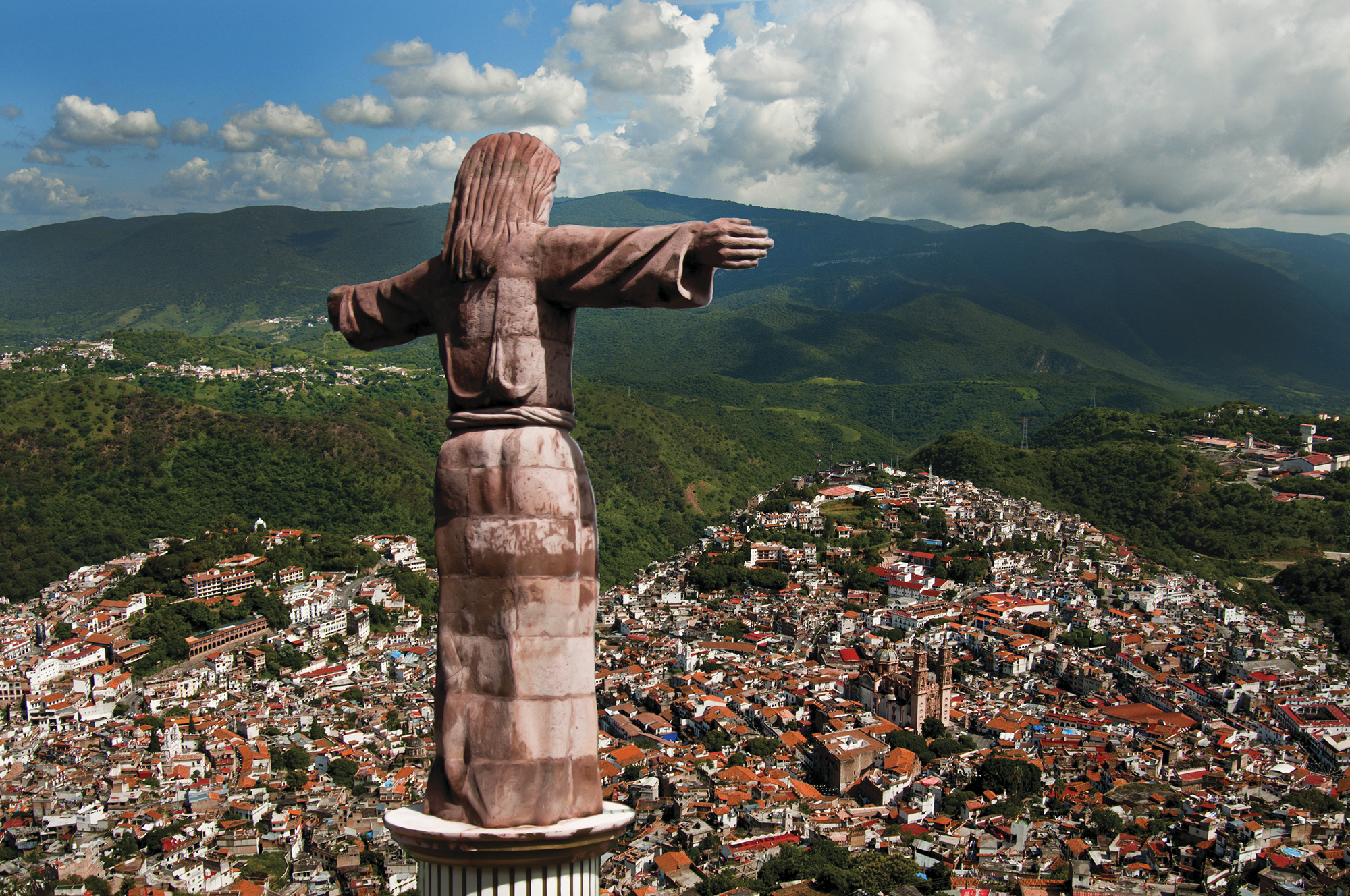
Vista de Taxco desde el cristo.
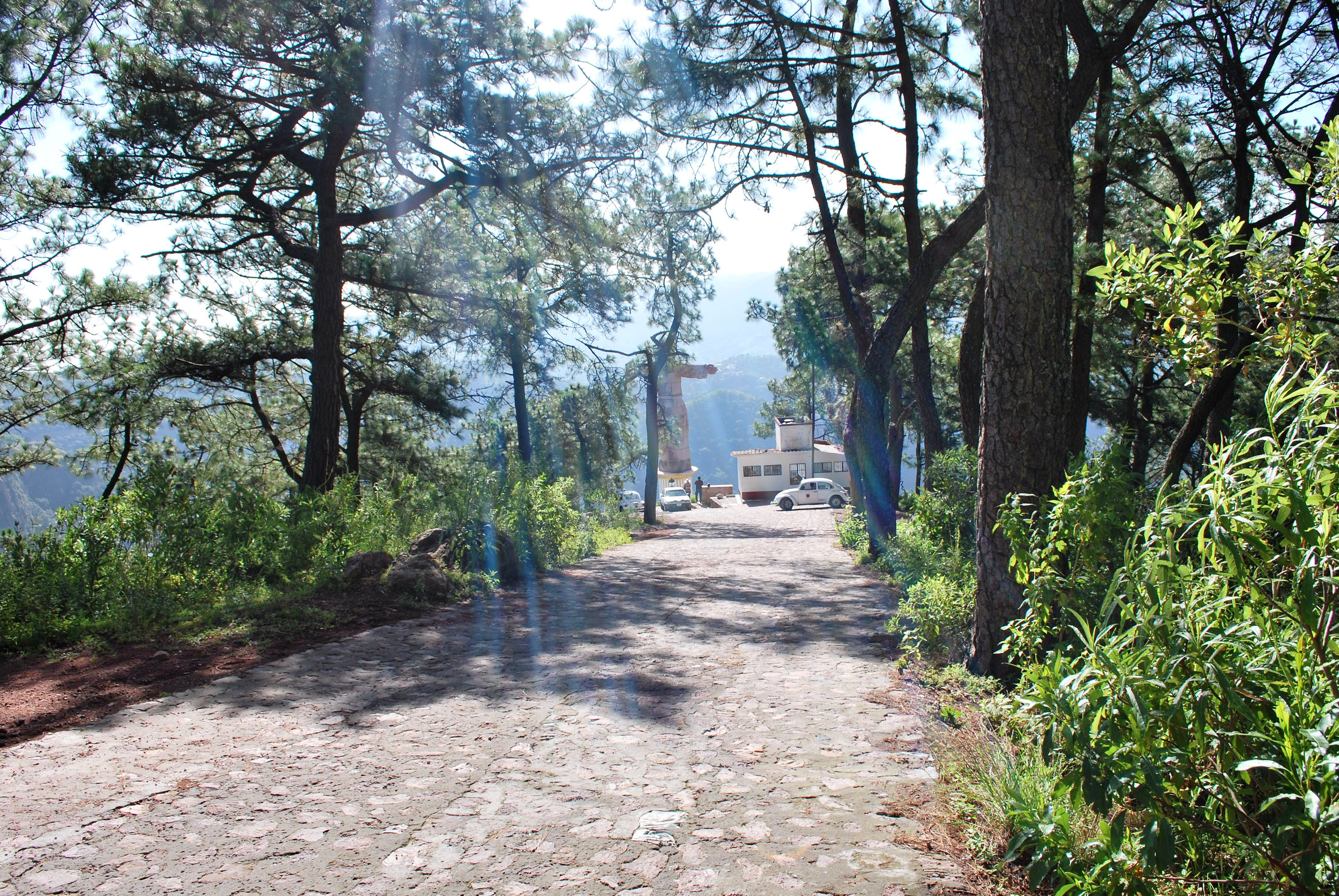
Camino al mirador.
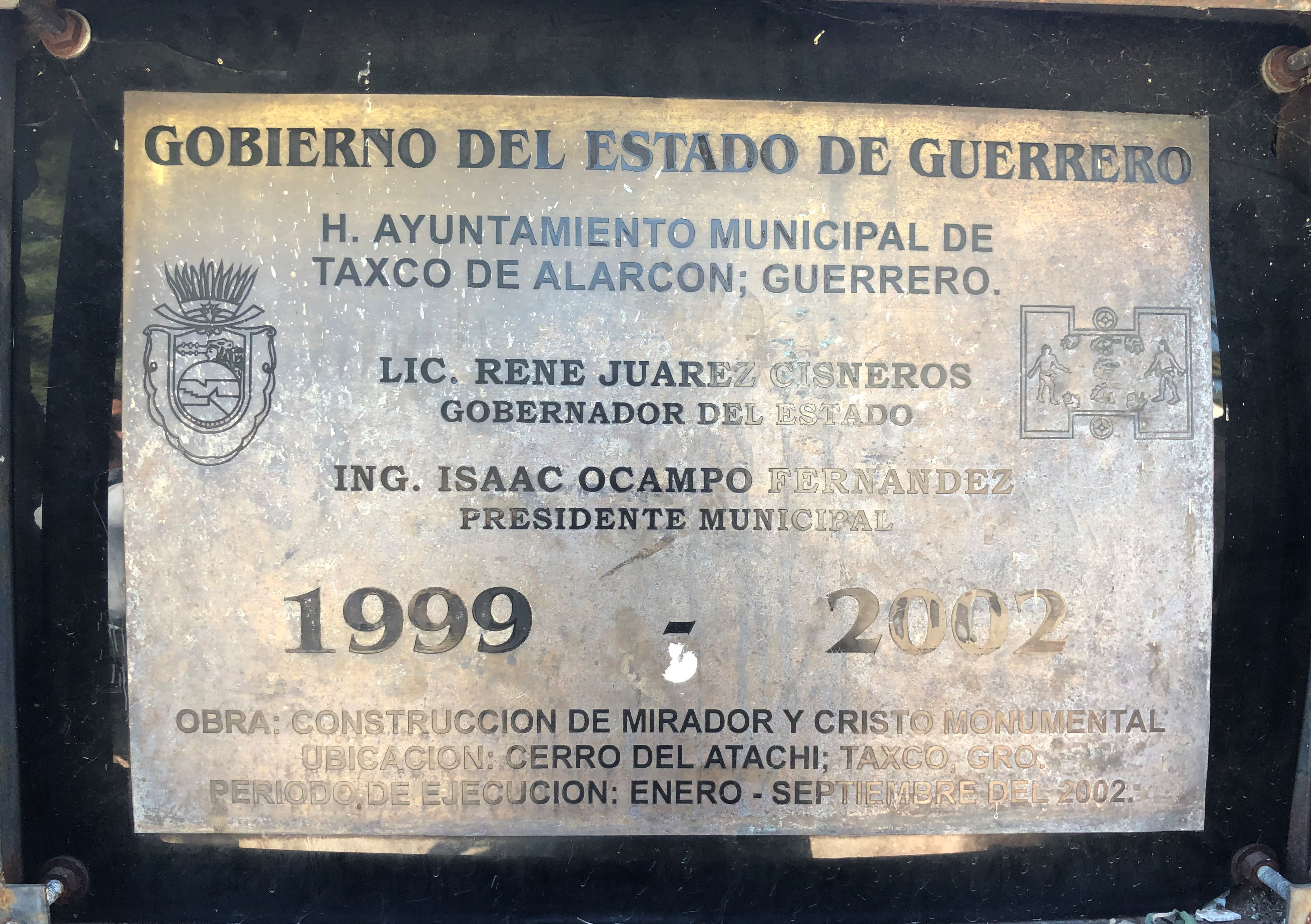
Placa de construcción.
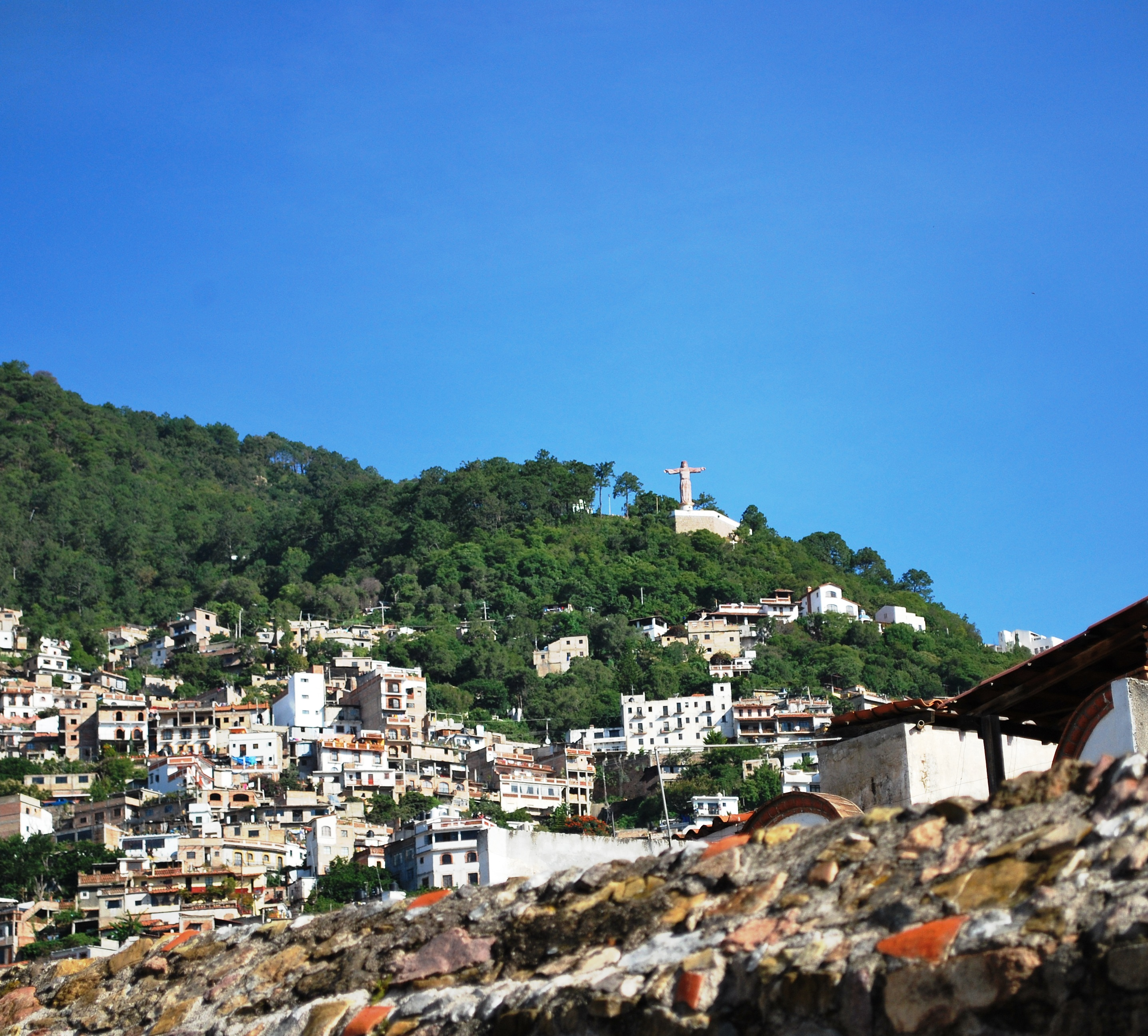
Vista del Cristo desde Taxco.